# Précilhon
Précilhon település Franciaországban, Pyrénées-Atlantiques megyében. Lakosainak száma 405 fő (2022. január 1.). Précilhon Escout, Estialescq, Goès és Oloron-Sainte-Marie községekkel határos.

## Népesség
A település népességének változása:
| Lakosok száma | 374  | 399  | 418  | 401  | 411  | 405  | 400  | 400  | 405  |
|               | 2013 | 2015 | 2016 | 2017 | 2018 | 2019 | 2020 | 2021 | 2022 |